# Gerhard Frick

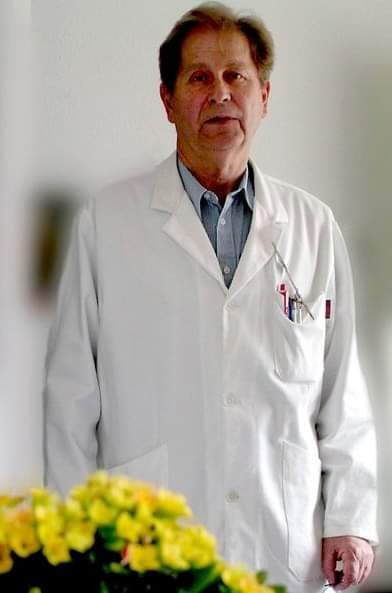
Gerhard Frick (2002)

Gerhard Frick (* 21. Juni 1936 in Kuhstorf; † 8. Juni 2015 in Lehnin) war ein deutscher Arzt und Naturheilkundler.

## Biografie
Gerhard Frick studierte von 1955 bis 1966 Medizin an der Universität Rostock und absolvierte seine Assistenzzeit an der dortigen Klinik für Innere Medizin. 1967 wurde er Facharzt für Transfusionsmedizin und erhielt 1978 die facultas docendi. Im darauffolgenden Jahr übernahm er die Leitung der Blutspendezentrale der Universität Greifswald.
Von 1981 bis 1992 hielt er Vorlesungen für Immunologie und Transfusionsmedizin und verteidigte 1985 seine Promotion B über Funktionsmessungen an Blutplättchen. In dieser Zeit forschte und publizierte er zu internistischen sowie hämatologischen Themen und wurde mit etwa 160 Veröffentlichungen zu einem der produktivsten Wissenschaftler seines Fachgebietes in der DDR.
Eine größere wissenschaftliche Karriere blieb ihm verwehrt, da er versuchte, parallel zu seinen Aufgaben und Forschungen an der Greifswalder Universität auch alternativmedizinische Methoden in seine Arbeit einzubeziehen. Er setzte sich mit umstrittenen Therapien wie der Ultraviolettbestrahlung des Blutes (zusammen mit Siegfried Wiesner, dem Abteilungsleiter für Innere Medizin der Kreispoliklink Sternberg), dem Krebsfrüherkennungstest OET (nach Manfred von Ardenne und Arno Linke) und der Bioresonanztherapie auseinander.
Fricks Ansatz, evidenzbasierte Methoden im Nachweis der Wirkungsweise von alternativen Heilverfahren anzuwenden und sie zum Gegenstand regulärer Forschung zu machen, erfuhr anfangs Unterstützung. Seine Publikation Fibel der Ultraviolettbestrahlung des Blutes wurde z. B. durch den Rektor der Universität Greifswald herausgegeben.
Später stieß Frick zunehmend auf Ablehnung, da offizielle Studien keine relevanten Nachweise erbrachten.
Gleichzeitig wurde die durchblutungsfördernde und immunstimulierende Wirkung der hämatogenen Oxidationstherapie (HOT) in der Sportmedizin aufgegriffen und kam als Blutdoping und „Morbus Pechstein“ in die Kritik. Fricks Name wurde in einer Meldung der Frankfurter Rundschau erwähnt.
1990 entwickelte Gerhard Frick sich vom Universitätsarzt mehr und mehr zu einem Protagonisten der alternativmedizinischen Szene, wurde stellvertretender Vorsitzender der Internationalen Ärztlichen Arbeitsgemeinschaft für Ultraviolettbestrahlung des Blutes und Hämatogene Oxidationstherapie e. V. und erwarb bis zum Jahr 1993 die Zusatzbezeichnung Naturheilverfahren.
Im selben Jahr ließ er sich als praktischer Arzt in Greifswald/Eldena nieder und übersiedelte 2003 nach Potsdam, wo er bis zu seinem Tod im Jahr 2015 eine naturheilkundliche Praxis betrieb. Er forschte weiter. u. a. zu Erkrankungen des rheumatischen Formenkreises, Immunstimulation und zur Bio-Informationstherapie. Die inzwischen nur noch Tranfusionsärzten erlaubte UV-Bestrahlung des Eigenblutes erweiterte er um die Invertierung von gekühltem Blut (Kryopräzipitat).
Er leitete einen Arbeitskreis von Ärzten und Heilpraktikern um im Austausch evidente Fallzahlen erreichen und auswerten zu können. Seine Ergebnisse diskutierte und veröffentlichte er weiter in Fachblättern wie auch als Selfpublisher.
Ebenso veröffentlichte er Gedichte im Eigenverlag. Gerhard Frick war mit Ursula Frick verheiratet, zusammen hatten sie drei Kinder, u. a. Thomas Frick.

## Veröffentlichungen (Auswahl)
Gerhard Frick ist Autor zahlreicher Veröffentlichungen, u. a. folgender:
- Die Regulation der biologischen Leukocytenkurve durch das Glucocorticoid Prednisolon beim Kaninchen: Unter bes. Berücks. d. Vorphase. Dissertation (Med. F.). Universität Rostock, 1959, DNB 481000801.
- Weiterentwicklung und Einsatz der Druckmessung bei der kombinierten Thrombozytenadhäsions- und -aggregationsauslösung (DKTA) in Diagnostik und Therapie von Thrombozytenfunktionsstörungen sowie in der Thrombozytenkonservierung. Dissertation B. Ernst-Moritz-Arndt-Univ. Greifswald, 1985, DNB 860485463.
- Fibel der Ultraviolettbestrahlung des Blutes. Greifswald: Rektor d. Ernst-Moritz-Arndt-Univ. ISBN 3-929781-02-6, Ernst-Moritz-Arndt-Univ. Greifswald, Bereich Medizin, Abt. Blutspende- u. Transfusionswesen, 1989, DNB 891391630.
- …und immer ein Gedicht: hier spricht er, der Ver-Dichter. Gedichte. Selbstverlag, Greifswald 2001, ISBN 3-00-009136-X (Fotografien von Ulrike Wittig).
- mit Ursula Frick, Ronald Dehmlow: Praxisleitfaden UVB und HOT: Grundlagen und Anwendung der Reiz-Reaktions-Therapie. Hippokrates-Verlag, Stuttgart 2001, ISBN 3-7773-1463-3.
- Die andere Rheumatherapie. Multiprint-Verlag, Limburg 2009, ISBN 978-3-00-029491-4.
- Fertilitätsstörungen: Beispiele aus der Praxis[16] (Semmelweis-Institut Verlag für Naturheilkunde GmbH)